# Спиртовой завод Бимберг
Спиртоводочный завод Бимберг (нем. Historische Kornbrennerei Bimberg) — музей, расположенный в районе Дрюпплингсен города Изерлон, в здании действующего ликеро-водочного завода; само здание, как часть усадьбы Lenninghausen, является памятником архитектуры города с 1991 года.

## История и описание
Ликеро-водочного завод Бимберг расположен по адресу улица Lenninghauser Weg, дом 1 в районе Дрюпплингсен города Изерлон — недалеко от бывшей фабрики Масте-Барендорф. Цеха завода входят в состав усадьбы, имеющей многовековую историю: с 1811 года она принадлежит семье Бимберг, а с 1858 — здесь производят алкогольные напитки на основе зерна. С тех пор завод, основанный Германом Бимбергом, функционируют как семейный бизнес, практически не претерпев изменений в техническом оснащении своих рабочих процессов (до сих пор действуют паровые двигатели и старая мельница). Посещение местного музея даёт возможность узнать о процессах, связанных с производством фруктовых ликеров: музей предлагает экскурсии на винокурню, дегустацию шнапса и аренду своих помещений («исторический сводчатый погреб») для проведения мероприятий и торжеств. Также возможны и экскурсии в местный сад, занимающий площадь в 110 га. 20 августа 1991 года усадьба «Gut Lenninghausen» вошла в состав памятников архитектуры города Изерлон под номером 189 (LWL-Nr. 251).